# 北條慶
北條 慶（ほうじょう けい、1998年1月15日 - ）は、日本の元男性タレント。靴のサイズは28.0cm。
2022年5月末で芸能界を引退した。
2023年3月、モデルの江野沢愛美との結婚を発表した。

## 出演

### テレビドラマ
- 左手一本のシュート（2020年、古屋皓瑛）

### Webテレビ番組
- 恋愛ドラマな恋がしたい〜Kiss On The Bed〜（2020年）
- AbemaTV『恋愛ドラマな恋がしたい×ホットペッパービューティー』スペシャルドラマ（2021年）

### 舞台
- ジュリアス・シーザー（2019年）

### CM・広告
- 三城『OPTIQUE PARIS MIKI』（2021年）
- NTT『Remote World』（2021年）

### MV
- yama「真っ白」（2020年）